# Clytocerus dalii
Clytocerus dalii är en tvåvingeart som först beskrevs av Eaton 1893.  Clytocerus dalii ingår i släktet Clytocerus och familjen fjärilsmyggor. Inga underarter finns listade i Catalogue of Life.